# Volkov (månkrater)
Volkov är en 40 kilometer stor nedslagskrater på månens baksida. Volkov har fått sitt namn efter den sovjetiska kosmonauten Vladislav Volkov.

## Satellitkratrar
| Gagarin | Latitud | Longitud | Diameter |
| ------- | ------- | -------- | -------- |
| F       | 13.5° S | 134.0° Ö | 10 km    |
| J       | 14.4° S | 132.4° Ö | 32 km    |